# Amber Pacific
Amber Pacific — группа, играющая в стиле поп-панк, была основана в 2002 в городе Сиэтл, штат Вашингтон, США.
Группа участвовала в Warped Tour в 2004, 2005 и 2006 годах, а также путешествовала вместе с Matchbook Romance в Sub City Take Action Tour весной 2006 года.

Бен Харпер, первоначально игравший в Yellowcard, присоединился к Amber Pacific и записал с ними 3-й студийный альбом. Запись альбома была начата 16 октября 2006; Харпер покинул группу в конце года.

4 Февраля 2007 года Amber Pacific подтвердили своё участие в Warped Tour 2007.

## Участники Группы
- Мэт Янг — вокал (2002—2008; 2011 — наст. время)
- Уилл Наттэр — гитара, бэк-вокал, клавишные (2002 — наст. время)
- Дейви Рисполи — ритм-гитара, бэк-вокал (2008 — наст. время)
- Данго — барабаны (2004 — наст. время)

### Бывшие участники
- Джесси Коттэм — вокал (2008—2011)
- Джастин Вескотт — гитара (2002—2006)
- Бен Харпер — гитара (2006, несколько месяцев; изначально из Yellowcard)
- Грег Стронг — бас-гитара (2003—2011)

## Дискография
Студийные Альбомы
- The Possibility and the Promise (24 Мая, 2005)
- Truth in Sincerity (22 Мая, 2007)
- Virtues (13 Апреля, 2010)
- The Turn (2014)

EP
- Fading Days (2004)
- Acoustic Sessions (2006)

Компиляции
- Warped Tour 2004 (Диск 2, Трек 24 — Thoughts Before Me)
- Warped Tour 2005 (Диск 1, Трек 14 — Gone So Young)
- Punk Goes 80s (Трек 15 — Video Killed The Radio Star)
- Hopelessly Devoted To You, vol. 5 (Диск 1, Трек 2 — Always You/Диск 1, Трек 10 — Leaving What You Wanted)
- Hopelessly Devoted To You Vol. 6 (Диск 1, Трек 1 — Gone So Young/Диск 1, Трек 14 — Poetically Pathetic Acoustic/ Disc 2, Track 21 — Always You)
- Take Action! Volume 5 (Disc 1, Track 7 — Poetically Pathetic)

Саундтреки
- Burnout 3: Takedown Игровой Саундтрек (Always You)
- Флика TV Spot (Gone So Young)
- TMNT Саундтрек (Fall Back Into My Life)